# Algona (Iowa)
Algona es una ciudad situada en el condado de Kossuth, Estado de Iowa, Estados Unidos. Según el censo de 2000 tenía una población de 5.741 habitantes.

## Demografía
Según el censo de 2000, había 5.741 personas, 2.434 hogares y 1.550 familias residiendo en la localidad. La densidad de población era de 493,97 hab./km². Había 2.640 viviendas con una densidad media de 227,0 viviendas/km². El 98,38% de los habitantes eran blancos, el 0,09% afroamericanos, 0,19% amerindios, el 0,80% asiáticos, 0,02% isleños del Pacífico, el 0,24% de otras razas y el 0,28% pertenecía a dos o más razas. El 0,71% de la población eran hispanos o latinos de cualquier raza.
Según el censo, de los 2.434 hogares, en el 29,8% había menores de 18 años, el 52,8% pertenecía a parejas casadas, el 8,1% tenía a una mujer como cabeza de familia, y el 36,3% no eran familias. El 32,9% de los hogares estaba compuesto por un único individuo, y el 16,8% pertenecía a alguien mayor de 65 años viviendo solo. El tamaño promedio de los hogares era de 2,29 personas, y el de las familias de 2,92.
La población estaba distribuida en un 24,5% de habitantes menores de 18 años, un 7,1% entre 18 y 24 años, un 24,1% de 25 a 44, un 23,1% de 45 a 64, y un 21,2% de 65 años o mayores. La media de edad era 42 años. Por cada 100 mujeres había 87,7 hombres. Por cada 100 mujeres de 18 años o más, había 83,6 hombres.
Los ingresos medios por hogar en la localidad eran de 32.207 dólares ($), y los ingresos medios por familia eran 41.210 $. Los hombres tenían unos ingresos medios de 31.504 $ frente a los 20.667 $ para las mujeres. La renta per cápita para la ciudad era de 16.979 $. El 10,8% de la población y el 7,9% de las familias estaban por debajo del umbral de pobreza. El 14,9% de los menores de 18 años y el 6,2% de los habitantes de 65 años o más vivían por debajo del umbral de pobreza.

## Geografía
Según la Oficina del Censo de los Estados Unidos, la localidad tiene un área total de 11,67 km², de los cuales 11,62 km² corresponden a tierra firme y el restante 0,05 km² a agua, que representa el 0,39% de la superficie total de la localidad.